# Fossil (onderneming)
Fossil, Inc. is een Amerikaanse beursgenoteerde onderneming die kleding en accessoires ontwerpt en fabriceert, met name polshorloges en sieraden, maar ook zonnebrillen en portefeuilles. Fossil is in 1984 opgericht en heeft in Richardson, Texas zijn hoofdvestiging. Fossil zette in 2014 meer dan $3,5 miljard om.